# Польско-чехословацкая война
Польско-чехословацкий пограничный конфликт начался в 1919 году между Польшей и Чехословакией (двумя новообразованными государствами). Спор касался Тешинской Силезии, Оравы и Спиша.

## История
После Первой мировой войны территориальный спор между Польшей и Чехословакией обострился в Тешинской Силезии. Чтобы уменьшить напряжение, 5 ноября 1918 года, польский Национальный Совет Княжества Цешинского и чешский Национальный Комитет для Силезии (региональные органы, которые представляли две национальности) согласовали между собой временные границы после краха Австро-Венгерской империи. Это соглашение должно было быть ратифицированным центральными правительствами двух республик.
Чешская сторона построила свою аргументацию на исторических, экономических и стратегических соображениях, в то время как Польша обосновывала свою аргументацию этнической принадлежностью населения. Область, вокруг которой начался спор, была частью Богемии с 1339 года. Железная дорога из Чехии в восточную Словакию шла через эту область, и доступ к железной дороге был важен для чехов: недавно созданная страна была в состоянии войны с Венгерской Советской Республикой, стремившейся восстановить венгерский суверенитет над Словакией. Область, вокруг которой разгорелся спор, богатая каменным углём, была самым индустриализированным регионом всей Австро-Венгрии. Здесь были размещены важные заводы. Всё это имело стратегическое значение для Чехословакии. С другой стороны, большинство жителей составляли поляки при наличии значительных чешского и немецкого меньшинств.
Параллельно Тешинскому конфликту разворачивался конфликт в районах Спиша и Оравы. Ситуация в Спише и Ораве разворачивалась почти так же, как в Тешинской Силезии, но обошлось без кровопролития. В начале ноября 1918 г. там появились польские органы власти и войска, но уже в январе Антанта попросила их оттуда уйти.
Вскоре после раздела сфер интересов в Тешинской Силезии Польша объявила о том, что на спорных территориях, вопреки договоренности с чехами, будут проведены выборы в Сейм. Чехословацкое правительство попросило поляков прекратить свою подготовку к национальным парламентским выборам в области, которая была признана польской по временному соглашению. Польское правительство не пошло на уступки, и чешская сторона решила остановить подготовку к выборам силой.

## Ход боевых действий
Чехия ввела войска в область, управляемую польским временным правительством, 23 января 1919 года. Чешские войска взяли верх над более слабыми польскими подразделениями и сумели выдворить польские силы со значительной части края. Большинство польских войск в то время были задействованы в борьбе с Западно-Украинской Народной Республикой. Антанта заставила Чехословакию остановить агрессию, и Чехословакия и Польша были вынуждены подписать новую линию демаркации 3 февраля 1919 года в Париже. На спорных территорияхи должен был пройти плебисцит о государственной принадлежности.
Но в марте 1920 года конфликт разгорелся с новой силой. Массовые выступления поляков (забастовка польских шахтеров) в Тешинской области заставили правительство Чехословакии ввести на этой территории военное положение сроком на 1 месяц. Плебисцит решили отложить. В середине мая правительство Чехословакии снова было вынуждено ввести в этой области военное положение в связи с новыми выступлениями поляков. 25 июня 1920 года в спор снова вмешивается Франция. Ровно через месяц в Чехословакию прибыла англо-французская военная комиссия. Президент Чехословакии Томаш Масарик заявил, что в случае, если Тешинский конфликт разрешится не в пользу Чехословакии, его страна вмешается на стороне Советской России в недавно начавшуюся советско-польскую войну. Таким образом, воспользовавшись наступлением Красной армии на Варшаву, чехи потребовали разделить край без всякого плебисцита. Польша, напуганная перспективой войны на два фронта, пошла на уступки.

## Итоги
Завершающий договор был подписан на конференции в Бельгии 28 июля 1920 года. Западная часть спорной Тешинской территории, с вожделенной железной дорогой была предоставлена Чехословакии, тогда как Польша получила восточную часть. Город Тешин был разделен между двумя странами по реке Ользе. 